# Du Fu
Du Fu (Wade–Giles: Tu Fu; kitajsko: 杜甫; pinjin: Du Fu), kitajski pesnik, * 712, † 770.
Du Fu je bil pomemben pesnik dinastije Tang. Pogosto ga poleg Li Baja imenujejo za največjega kitajskega pesnika. Mnogi ga primerjajo s Shakespeareom in Hugojem.